# Nazional-anarchismo

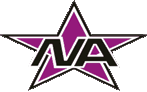
La "stella purpurea", simbolo storico del nazional-anarchismo, adottato dal 1990 ai primi anni 2000.

Il nazional-anarchismo, o impropriamente chiamato anarco-nazionalismo e talvolta indicato come anarco-identitarismo, è una corrente politica sincretica oltre la destra e la sinistra, di matrice socialista nazionale, che è stata sviluppata compiutamente come movimento intorno al 1990 da un sodalizio di ex-sostenitori della terza posizione conciliando l'anarco-individualismo con il nazionalismo (nazionalismo non inteso nella sua maniera tradizionale), solitamente etnico o neotribalista e in alcuni casi con il separatismo etnico volontario e il federalismo. Essi si staccarono dall'alveo fascista o nazionalsocialista della terza posizione rifiutando il totalitarismo, l'autoritarismo e lo statalismo, mantenendo a volte alcune idee della Nuova Destra come l'ambientalismo, il primitivismo, il comunitarismo, talvolta l'interesse per il neopaganesimo e soprattutto l'opposizione allo sciovinismo. Ad essi si unirono ex anarchici di tipo socialista e individualista. La corrente coniuga l'anarchismo filosofico, l'antistatalismo e la cooperazione con il rigetto di parte della filosofia sociale dell'anarchismo.
Il nazional-anarchismo per i suoi sostenitori non è altro che la teorizzazione compiuta e fatta ad ideologia di quello che è l'anarco-tribalismo (tribalismo anarchico o solo tribalismo), quindi la definizione di anarchia tribale viene a coincidere con la definizione di nazional-anarchismo.
Ha le sue radici intellettuali negli scritti dei pensatori strettamente anarchici e si ispirano tra gli altri anche a personalità anarchiche di matrice socialista come Michail Bakunin, Pëtr Alekseevič Kropotkin, Nestor Ivanovič Machno, Pierre-Joseph Proudhon, Errico Malatesta, Lev Nikolaevič Tolstoj, Benjamin Tucker, Lysander Spooner, Murray Bookchin e Max Stirner.
Si rifanno anche al concetto di "Anarca" in filosofi come Julius Evola e il neo-spengleriano Francis Parker Yockey, Otto Strasser ed Ernst Jünger; possono essere associati a precursori della corrente anche alcuni concetti di Nietzsche. Le radici del pensiero nazional-anarchico possono essere trovate anche in altri pensatori considerati di solito distanti dal pensiero anarchico ma promotori di un concetto di nazione e di indipendenza quali Gabriele D'Annunzio, Louis-Ferdinand Céline, Berto Ricci, Henry de Montherlant, i quali si definivano "anarchici di destra", anche se la suddetta definizione è rigettata dai militanti del movimento; come si evince nel Manifesto, il loro motto è: "Oltre la Destra e la Sinistra".
Il termine nazional-anarchismo venne coniato contemporaneamente da Troy Southgate (attivista, scrittore e musicista britannico), considerato il fondatore del movimento attuale, Peter Topfer (Germania) e Hans Cany (Francia) e fu usato dall'ora defunto National Revolutionary Faction per descrivere la sua ideologia. Il nazional-anarchismo è una forma che abbraccia i fondamenti dell'anarchismo, focalizzando la lotta contro lo Stato, sia esso una plutocrazia iper-capitalista o una mediocrazia socialista/comunista, così come contro ogni tirannia, in qualsiasi forma essa si mascheri, ivi compresa quella degli anarchici marxisti. Le radici del movimento sono strettamente anarchiche, ed il primo movimento proto nazional anarchico era il "Raven Banner's Collective", movimento che si rifaceva per lo più a Nestor Ivanovič Machno, uno dei pensatori fondamentali dell'anarchismo. L'origine di tale movimento quindi è prettamente di matrice socialista nazionale, anarco-socialista e anarco-ambientalista (anarchismo verde).

## Storia
Il termine "Nazional-Anarchismo" si ritrova già negli anni venti, quando Helmut Franke, uno scrittore tedesco coinvolto con il Movimento Conservatore Rivoluzionario, lo usa per descrivere le sue vedute politiche. Nel Regno Unito durante i primi anni ottanta il gruppo Black Ram promulgò idee che descriveva come "Nazional-Anarchismo" e "Anarconazionalismo" (ben diverso dal nazional-anarchismo). Comunque, l'uso odierno deriva dal nazional-anarchico francese Hans Cany, che per primo fece uso di questo termine nei primi anni novanta insieme ai termini simili "Nazional-libertario" e "anarco-identitario". Hans Cany nella sua intervista dichiara che su questa nuova ideologia ha avuto influenza maggiore il circolo libertario situato in Florida Raven's Banner Collective, che può essere considerato il primo movimento proto N-A. Questi (oltre ad aver intrapreso un rapporto di scambio epistolare con lo stesso), con la pubblicazione britannica Alternative Green di Richard Hunt, hanno cominciato a sviluppare quello che sarebbe diventato oggi la visione oltre destra e sinistra del Nazional-Anarchismo. Il Raven's Banner Collective sosteneva l'autodeterminazione dei popoli, la sovranità nazionale, i gruppi di affinità, l'anti-imperialismo, la democrazia diretta, l'ambientalismo radicale, l'autogestione, la cogestione. Dal suo lato Alternativa Verde sviluppava l’ecologismo radicale, anarchico e radicato. Tutto ciò ha contribuito in modo significativo a porre le basi del movimento Nazional-Anarchico nella sua forma attuale. La visione del collettivo era una visione unificatrice di temi vicini sia alla destra e sinistra extraparlamentare, sia alla famiglia libertaria.
Intorno allo stesso periodo, Richard Hunt lasciò la redazione della rivista "Green Anarchist", a causa di un disaccordo riguardo alle strategie politiche e fondò un suo nuovo giornale, "Alternative Green". A causa della politica di "Alternative Green" di pubblicare articoli da tutto l'insieme delle ideologie politiche, il rimanente staff di "Green Anarchist" accusò costantemente Hunt di supportare il fascismo, mentre lo scrittore e attivista di sinistra Stewart Home accusò sia "Alternative Green" che "Green Anarchist" di appoggiare Fare Verde.

Un altro simbolo: stella rosso-nera con croce celtica

Nella metà degli anni novanta Troy Southgate, membro fondatore e militante del British National Front e dell'International Third Position, partiti di area neofascista, cominciò a muoversi verso l'anarchismo verde di Hunt. Nel 1998 Southgate fondò il National Revolutionary Faction (NRF), esercitando la funzione di segretario nazionale. Per un certo periodo fu anche membro della redazione di "Alternative Green". In seguito Southgate rinnegò il concetto della cellula rivoluzionaria e nel 2003 sciolse l'NRF, poco dopo che lui e altri attivisti dell'NRF stesso erano diventati affiliati con un forum inglese di controcultura, il "Cercle de la Rose Noire", del quale Southgate è presidente.
Un gruppo che ha accettato il Nazional-Anarchismo come alleato è l'American Revolutionary Vanguard, che propone un'alleanza tra diverse ideologie opposta ai presenti governi del mondo occidentale.

## Ideologia
I nazional-anarchici vedono le gerarchie insite nei governi e nel capitalismo come oppressive. Essi difendono l'azione collettiva organizzata secondo le linee dell'identità nazionale e propongono un ordine sociale decentralizzato nel quale singole comunità volontariamente stabiliscono e mantengono comunità distinte. Essi possono più accuratamente essere definiti "anarchici tribali".
I nazional-anarchici auspicano un'organizzazione sociale basata non più sullo Stato come figura istituzionale più importante, ma all'opposto su piccole entità quartierali di massimo 3 000 abitanti ciascuna, a fungere da base per le istituzioni superiori (comune, provincia, regione, Stato). A questi miniagglomerati sarebbe demandata la concessione dei servizi su base d'appalto. In pratica lo Stato verrebbe abolito e tutte le sue funzioni svolte da società private a cui viene dato in appalto dalla comunità il servizio da svolgere. Per i servizi pubblici su licenza, quali i trasporti e il piccolo commercio, prospettano l'assegnazione di essi sulla base dell'offerta libera che gli interessati offrono all'ente pubblico (miniagglomerato, o comune, o provincia, ecc.) come tassa. Ovverosia in un determinato settore le licenze verrebbero concesse al richiedente che sappia di poter far fronte coi suoi introiti lordi all'entità della tassa pagata. Questo per eliminare la corruzione nell'assegnazione e la stasi nel ricambio, concedendole a chi veramente si dimostri capace di far bene il lavoro a cui la licenza fa riferimento.
I nazional-anarchici tendono a difendere pratiche economiche come il distributismo e il mutualismo, nelle quali l'enfasi è posta su una vasta proprietà dei mezzi di produzione, nella forma di piccoli commerci e cooperative operaie socializzate in un sistema corporativo in cui i presidenti nazionali delle corporazioni (eletti in un sistema base-verticistico dalle corporazioni in modo simile alla democrazia organica) verrebbero a rappresentare i ministri del corrispondente settore. Il concetto rivoluzionario-conservatore dell'Anarca è fondamentale nel Nazional-anarchismo, come l'abolizione delle tasse coercitiva, sostituita dalla tassazione volontaria sulle licenze.
È contro il populismo penale e per l'abolizione del sistema carcerario come oggi lo conosciamo, sostituito da una "città" nella quale i detenuti possano vivere "liberamente" assieme ai loro congiunti come in una qualunque altra città, ma dalla quale non possano uscire se non con permessi premio simili agli attuali.
Il nazional-anarchismo condivide con la maggior parte delle tendenze dell'anarchismo con l'obiettivo di riorganizzare le relazioni umane, con un'enfasi nel sostituire le strutture gerarchiche di governi e capitalismo con locali e comuni decisioni. Troy Southgate ha detto:
Noi crediamo nel decentramento politico, sociale ed economico. In altre parole, noi desidereremmo vedere un declino positivo per cui tutti i concetti burocratici come l'ONU, la NATO, l'Unione europea, la Banca Mondiale e perfino gli stati come la Germania e l'Inghilterra siano sradicati e conseguentemente sostituiti da villaggi-comunità autonomi.
I nazional-anarchici rifiutano il liberalismo come causa primaria del declino sociale delle nazioni e delle identità culturali. I nazional-anarchici rifiutano anche qualsiasi tipo di tirannia poiché sono espressioni di regimi statalisti e totalitari di governi. Gli anarchici e i marxisti accusano i nazional-anarchici di essere fascisti/nazionalisti infiltrati con lo scopo di screditare l'anarchismo tradizionale. Il Nazional-anarchismo è considerato da loro una ideologia di estrema destra dagli anarchici ed è denunciato  come un tentativo di sdoganamento del nazionalismo bianco nell'anarchismo. Antifa, un network militante di estrema sinistra, rivendica violenti confronti fisici con Nazional-anarchici, che il network considera far parte dell'estrema destra. Southgate è stato definito antifemminista ma al contempo si definisce anti-misogino. Molti di essi, oltre che ambientalisti sono fautori dei diritti degli animali. I sostenitori del nazional anarchismo affermano di essere una corrente sincretica è nettamente sopra ogni parte e che la maggior parte degli attivisti del nazional anarchismo proviene da una formazione ideologica prettamente anarchica e antirazzista, mentre solo alcuni militanti provengono anche da formazioni della Destra radicale e dalla Sinistra radicale ma hanno rinunciato alle "scorie delle loro ex-alleanze politiche" come afferma lo stesso Troy Southgate in una sua pubblicazione:
La posizione dei nazional-anarchici è totalmente differente data l'eterogeneità della corrente, i nazional-anarchici vanno oltre la visione e i paradigmi della politica tradizionale. Nei nazional-anarchici convivono attivisti di diverso retroterra culturale/ideologico (basti pensare alla diversa provenienza dei fondatori Southgate vicino a Terza Posizione e Cany di pensiero strettamente anarchico), che nonostante le divergenze, si uniscono per un concetto nuovo di nazione, quindi personalità anarchiche, marxiste, socialiste, nazionaliste convivono per una lotta da loro definita "contro il mondo moderno", superando le divergenze ideologiche, indi per cui il nazional anarchismo è aperto a qualsiasi persona abbracci i loro principi fondamentali.
I nazional-anarchici si definiscono anti-razzisti, anti-comunisti e anti-fascisti, sebbene non escludano il dialogo con nessuna fazione presente nell'arco politico.

### Autonomia e separatismo
Alcuni sostenitori del nazional-anarchismo sostengono il separatismo etnico volontario, ma non l'odio razziale. Essi inoltre affermano che il separatismo etnico ferma l'odio razziale per il fatto che permette alle culture indigene e alla biodiversità di continuare. Southgate ha affermato che "il nostro concetto della parola 'nazionale' è riferito non al territorio, ma sull'identità etnica, che è una caratteristica naturale di tutte le persone, and that "we are seeking our own space in which to live according to our own principles" e che "noi stiamo cercando un nostro proprio spazio nel quale vivere in accordo con i nostri principi". Appoggiano una sorta di federalismo e il fenomeno delle micronazioni.
Il gruppo nazional-anarchico statunitense Folk And Faith afferma: "Essendo fermamente credenti della vera biodiversità, i nazional-anarchici sono fedeli separatisti razziali". I critici di sinistra extraparlamentare sostengono che il concetto nazional-anarchico di separazione etnica è comunque legato all'odio razziale. Per quanto li riguarda, i nazional-anarchici generalmente si distanziano sia dagli anarchici tradizionali sia dai suprematisti razziali; si definiscono antirazzisti e combattono il razzismo, compreso quello contro i bianchi. Sono inoltre antisionisti.
Queste affermazioni sono confermate anche dallo stesso Troy Southgate, in una sua pubblicazione:
I nazional-anarchici propongono che ogni comunità debba essere libera di praticare il sistema economico e politico che preferisce, fino a quando questo non interferisca con il diritto di scelta di altre comunità. Tuttavia, generalmente credono che la protezione e la conservazione dell'ambiente siano ideali sui quali tutte le persone dovrebbero concordare. Le aree senza significativo sviluppo umano dovrebbero essere mantenute collettivamente, e l'esistenza di zone libere che permettano condivisioni tra comunità dovrebbe essere stabilita con l'accordo di tutte le parti coinvolte.
Tra i militanti del N-AM vi sono anche attivisti pro LGBT, militanti che si battono per i diritti degli omosessuali, delle donne e delle minoranze. Il loro tipo di visione su questi argomenti è assolutamente di tipo libertario. I nazional-anarchici credono che questi argomenti sono prettamente inerenti alla sfera privata e personale, condannando tutti i suprematismi e tutte le discriminazioni senza fare "due pesi e due misure".
Esistono sezioni del movimento Nazional-Anarchico in tutto il mondo che cooperano tra loro,con membri di ogni tipo di derivazione etnica,di cultura diversa e di background politico diverso (come gli stessi fondatori del movimento) ciò fa crollare la tesi di gruppi antagonisti che credono che il nazional-anarchismo sia una organizzazione a che promuove l'odio razziale.
Riguardo alla visione sui confini, nell'aggiornamento del Manifesto Naziona-Anarchico si scrive: